# Без сожалений о нашей юности
«Без сожалений о нашей юности» (яп. わが青春に悔なし Вага сэйсюн ни куинаси) — фильм, поставленный Акирой Куросавой в 1946 году. Основан на Такигавском инциденте 1933 года.
Фильм чёрно-белый, его продолжительность 110 минут.

## Сюжет
Действие фильма начинается в 1933 году. Студенты Императорского университета Киото протестуют против японского вторжения в Маньчжурию. Выдающийся профессор Ягихара (Дэндзиро Окоти) освобожден от должности из-за своих антифашистских взглядов. За дочерью профессора Юкиэ (Сэцуко Хара) ухаживают двое учеников её отца: Рюкити Ногэ (Сусуму Фудзита) и Итокава (Акитакэ Коно). Итокава уравновешен и умерен, в то время как Ногэ пылкий и радикальный левый.

## Выпуск
Criterion Collection выпустила фильм в составе сборника DVD.